# Riacho do Algodão
Riacho do Algodão är ett periodiskt vattendrag i Brasilien.   Det ligger i delstaten Paraíba, i den östra delen av landet, 1 500 km nordost om huvudstaden Brasília.
Omgivningarna runt Riacho do Algodão är huvudsakligen savann. Runt Riacho do Algodão är det glesbefolkat, med 8 invånare per kvadratkilometer.